# Душан Міло
Душан Міло (словац. Dušan Milo; народився 5 березня 1973 у м. Нітра, ЧССР) — словацький хокеїст, захисник.  
Вихованець хокейної школи ХК «Нітра». Виступав за ХК «Нітра», ХК «36 Скаліца», ХКм «Зволен», «МОДО Хокей», ХК «Лозанна», «Крефельд Пінгвін».
У складі національної збірної Словаччини провів 90 матчів (14 голів); учасник зимових Олімпійських ігор 2002, учасник чемпіонатів світу 2002, 2003 і 2006.
Чемпіон світу (2002), бронзовий призер (2003). Чемпіон Словаччини (2001).